# Philippe Katerine (album)
Albums de Philippe Katerine
Studiolive
(2007) 52 reprises dans l'espace
(2011)
Philippe Katerine est le dixième album studio du chanteur français Philippe Katerine, sorti en 2010.

## Clips de l'album
Un clip a été réalisé pour chaque titre de l'album par son ami et bassiste Gaëtan Chataigner. Katerine déclare que « cet album-là s'y prêtait parce que les chansons sont beaucoup venues d'une image, d'une vision ». Katerine utilise beaucoup d'anonymes et parcourt une province qui rappelle la France de Raymond Depardon. La Banane a été tournée sur une plage bretonne, les figurants avertis par la presse locale sont arrivés avec leur propre banane. Le clip de Juifs. Arabes. (Ensemble.) voit Philippe Katerine déguisé en évêque entouré de danseurs noirs dans une boite gay, l'idée est venue « d'une choré inventée dans le tour-bus avec les musiciens en réalisant que les Arabes applaudissent vers le bas et les Juifs vers le haut ». C'est par hasard que ce clip sort le jour du débat sur la laïcité en France. La Banane reçoit la victoire de la musique du meilleur vidéo-clip de l'année 2011.
Le batteur est Grégori Czerkinsky, aussi producteur de l'album.

## Chansons de l'album
| No  | Titre                                                         | Durée |
| --- | ------------------------------------------------------------- | ----- |
| 1.  | Je m'éloigne d'autant que je m'approche                       | 0:32  |
| 2.  | Bla bla bla                                                   | 2:29  |
| 3.  | La Reine d'Angleterre (avec Arthur Brondy)                    | 1:45  |
| 4.  | Les derniers seront toujours les premiers                     | 1:13  |
| 5.  | Des bisoux                                                    | 2:39  |
| 6.  | Bien mal                                                      | 1:53  |
| 7.  | Liberté                                                       | 1:52  |
| 8.  | La Banane                                                     | 2:18  |
| 9.  | J'aime tes fesses (feat Jeanne Balibar)                       | 3:14  |
| 10. | Philippe                                                      | 0:56  |
| 11. | Il veut faire un film (avec ses parents, M. et Mme Blanchard) | 2:16  |
| 12. | Moustache                                                     | 1:53  |
| 13. | Sac en plastique                                              | 2:35  |
| 14. | Té-lé-phone                                                   | 2:20  |
| 15. | À toi - à toi (avec sa fille Edie)                            | 1:54  |
| 16. | Parivélib'                                                    | 2:51  |
| 17. | La Musique                                                    | 2:08  |
| 18. | Vieille Chaîne                                                | 3:19  |
| 19. | Morts-vivants                                                 | 2:06  |
| 20. | Cette mélodie                                                 | 2:25  |
| 21. | Le Rêve                                                       | 1:35  |
| 22. | Juifs Arabes                                                  | 2:45  |
| 23. | Musique d'ordinateur                                          | 1:49  |
| 24. | Le Champ de blé                                               | 1:02  |

## Version internationale
Le 27 octobre 2017 est publié sur les plateformes de streaming en ligne l'album Here Comes Katerine!.
Celui ci consiste en une reprise d'une partie de l'album original, avec un certain nombre de titres adaptés et interprétés en anglais. Sa publication arrive à la suite du passage, en juillet 2017, de la chanson Moustache dans un segment de l'émission américaine The Tonight Show Starring Jimmy Fallon, originellement pour se moquer gentiment du chanteur mais qui lui vaudra également d'être invité quelques mois plus tard à interpréter la chanson sur le plateau, accompagné par l'animateur et le groupe The Roots.